# NGC 1245
NGC 1245 (другое обозначение — OCL 389) — рассеянное скопление в созвездии Персея. Открыто Уильямом Гершелем в 1786 году. Описание Дрейера: «довольно крупное, богатое звёздами и плотное скопление, имеет неправильную, но округлую форму, содержит звёзды от 12-й до 15-й величин».
Скопление находится на расстоянии в 3 кпк, его возраст составляет около 1 миллиарда лет. Скопление начали подробно изучать в 1960-х годах, когда были измерены параметры более чем 500 звезд. Отдельно изучалась металличность скопления.
Этот объект входит в число перечисленных в оригинальной редакции «Нового общего каталога».